# Guminyomat

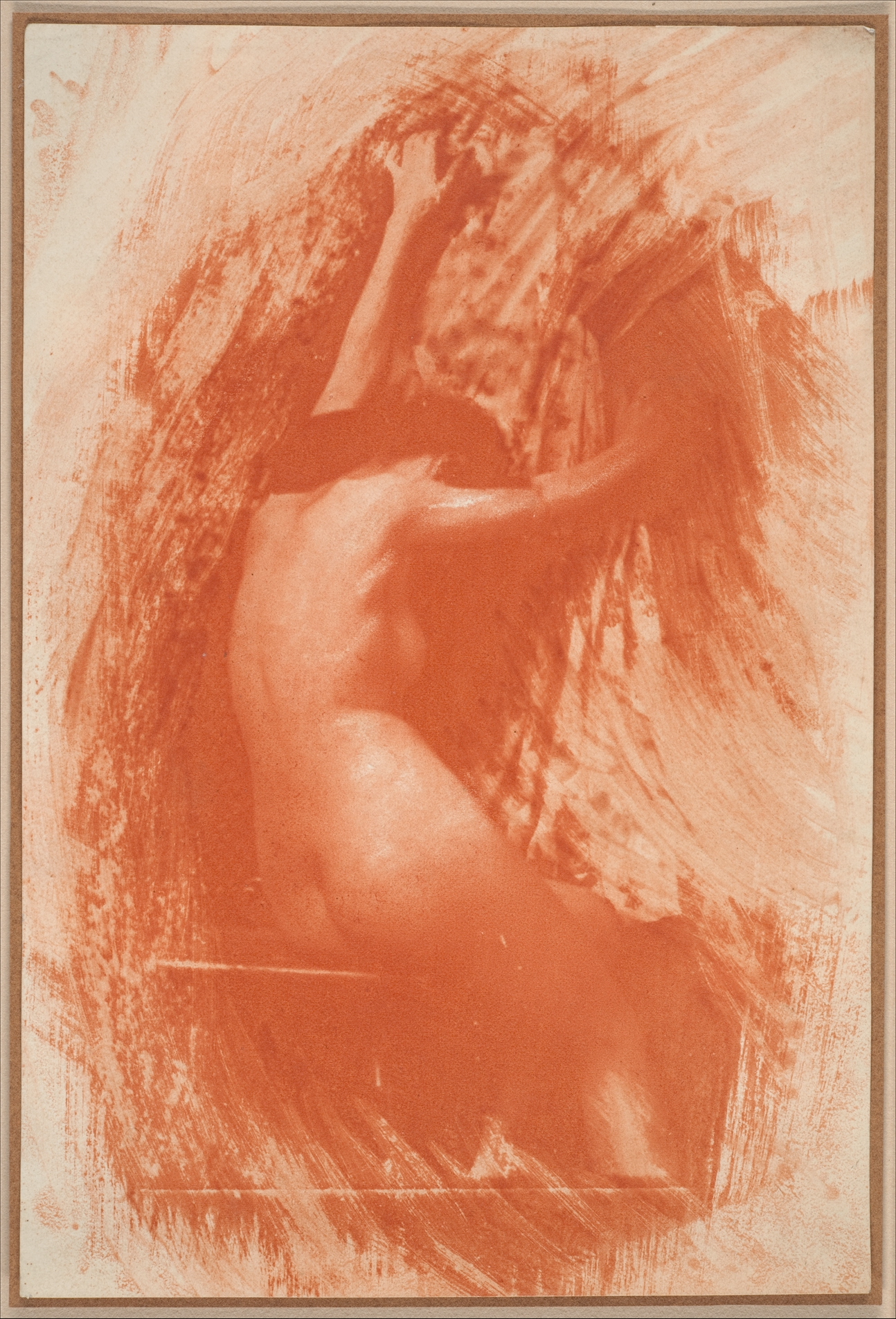
Robert Demachy (1859-1936): Lutte (Küzdelem) (1903-ból, vagy korábbról)

A guminyomat fényképészeti eljárás, Louis-Alphonse Poitevin (1819–1882) találmánya nyomán 1858-ban került használatba.

## Készítése
Anyaga: festékes gumiarábikum valamilyen bikromátos oldattal (kálium-, nátrium-, ammónium-) fényérzékenyítenek. Negatívról, kontaktmásolással exponálják, ezután hideg vízben dolgozzák ki. A bikromátos gumiarábikum fény hatására cserződik és csökken vagy megszűnik a vízoldhatósága, így a fényt kapott részek nem oldódnak le a vízben. Különféle hordozókon használható, például papír vagy üveg. Színe az alkalmazott festékanyagtól függően tetszőleges lehet. A szubtraktív színkeverésnek megfelelő alapszínek szerinti színkivonati negatívokról készülő többrétegű változata színes képek készítésére is alkalmas. Az úgynevezett nemeseljárások közé tartozik.

## Külső hivatkozások
- Történeti Fotóeljárások Magyarországon
- Archaltfotokonzerv – Fototechnika-Történeti (Egészen) Kis Lexikon